# Shūnan (Yamaguchi)
Shūnan (周南市 Shūnan-shi?) es una ciudad localizada en la prefectura de Yamaguchi, Japón. En junio de 2019 tenía una población estimada de 140.216 habitantes y una densidad de población de 214 personas por km². Su área total es de 656,29 km².

## Geografía

### Localidades circundantes
- Prefectura de Yamaguchi
  - Hikari
  - Hōfu
  - Iwakuni
  - Kudamatsu
  - Yamaguchi
- Prefectura de Shimane
  - Yoshika

## Demografía
Según los datos del censo japonés, esta es la población de Shūnan en los últimos años.
| Año del censo | Población |
| ------------- | --------- |
| 1995          | 161.562   |
| 2000          | 157.383   |
| 2005          | 152.387   |
| 2010          | 149.487   |
| 2015          | 144.842   |